# Adriana Tovar
Tovar  Salgado est un nom espagnol. Le premier nom de famille, en général paternel, est Tovar ; le second, en général maternel, souvent omis, est Salgado.
Luz Adriana Tovar Salgado, née le 21 février 1983 à Herveo, dans le département de Tolima, est une coureuse cycliste puis directrice sportive colombienne. Elle devient championne de Colombie sur route en 2016.

## Repères biographiques
Luz Adriana Tovar Salgado est née dans le corregimiento de Padua, à Herveo. Elle demeure dans cette municipalité du nord du département de Tolima jusqu'à ses dix-huit ans. Elle commence la pratique du vélo au côté de son père. Elle représente la ligue cycliste de Cundinamarca depuis 2009, après un passage en 2001 et 2002, à ses débuts. De 2003 à 2004, elle s'affilie à la ligue cycliste de Bogota. Tandis que de 2006 à 2008, elle concourt sous les couleurs de son département natal. Elle explique son choix de rejoindre les couleurs de Cundinamarca, par l'appui que lui apporte la ligue cycliste de ce « grand département ». Plusieurs fois déçue par le manque de soutien de la ligue tolimense, quand elle a eu d'autres ambitions, requérant un soutien moins aléatoire, elle s'est tournée vers le département voisin. La ligue de Cundinamarca lui garantit sa participation aux épreuves nationales, à quelques compétitions internationales et lui apporte un salaire. Même si elle est nostalgique et regrette de ne pas courir sous les couleurs des rouge et or, elle se sent aujourd'hui Cundinamarquesa,.
Elle a fréquenté le collège départemental Jean XXIII de Padua et l'Université du Tolima (es) à Ibagué.
Mère de famille, son entraîneur et compagnon Danilo Alvis est diplômé de la Fédération espagnole de cyclisme et directeur sportif d'équipes cyclistes telle que la formation "Más en Cristo - IMRD Chía" au Tour de Colombie 2013.
En mars 2007, Adriana Tovar participe à des épreuves, labellisées UCI, au Salvador mais ne fait pas mieux qu'une dix-neuvième place. Un mois plus tard, elle termine au-delà du dixième rang les championnats de Colombie sur route.
En 2008, Adriana Tovar profite d'un ennui mécanique de sa rivale Adriana Rojas pour remporter son premier titre international, en s'imposant dans la huitième édition du Tour féminin du Guatemala. Moins d'un mois plus tard, elle devance toujours la Costaricienne Rojas mais finit deuxième du Tour du Costa Rica, derrière sa compatriote et coéquipière Damaris Gutiérrez. Au mois de novembre, elle termine encore deuxième, mais du Tour de Colombie cette fois, devancée par une autre Colombienne Paola Madriñán. Un an plus tard, Adriana Tovar monte de nouveau sur le podium de son Tour national, encore une fois dominé par Madriñán,.
Depuis 2006, elle obtient systématiquement de meilleurs résultats dans les contre-la-montre des championnats nationaux. Ainsi en 2010, Tovar décroche sa première médaille nationale (en argent), dans l'exercice chronométré. Un mois plus tard, pour la troisième année consécutive, elle monte sur le podium du Tour de Colombie. Elle échoue à la deuxième place, devant s'incliner face à Serika Gulumá, vainqueur de quatre des cinq étapes.
En 2011, Adriana Tovar s'impose dans des courses de son département d'adoption, le Cundinamarca, comme le Memorial Augusto Triana et conserve son titre à la II Clásica Femenina de Fusagasugá, ultime course avant les championnats panaméricains. Pour la première fois, Tovar est sélectionnée dans son équipe nationale à l'occasion de ces championnats puis des Jeux panaméricains. « Représenter son pays l'emplit de fierté ». Alignée à la fois sur le contre-la-montre et la course en ligne, elle termine dans les dix premières l'exercice solitaire mais sans s'approcher du podium. De plus à Medellín, elle participe aux disciplines de la poursuite sur le vélodrome Martín Emilio Cochise Rodríguez. Cinquième en individuel, elle obtient le bronze par équipes dans un duel face à la formation chilienne. En septembre, moins d'une semaine après avoir remporté la deuxième étape de la II Vuelta a Cundinamarca,, elle dispute les championnats nationaux pour la ligue cycliste de Cundinamarca. Sans grands résultats sur la route, elle remporte le titre de la poursuite par équipes et, pourtant tenante du titre, la médaille de bronze dans la course aux points, au vélodrome el Salitre de Bogota. Fin novembre, bien que victorieuse du contre-la-montre de l'épreuve, Adriana Tovar échoue pour douze secondes, face à Serika Gulumá, dans sa quête de victoire dans son tour national.
Au mois de mars 2012, Tovar est au Salvador, avec la sélection nationale colombienne, pour disputer des épreuves octroyant des points dans la course à la qualification aux Jeux olympiques, sans toutefois se distinguer. Puis durant la saison, elle s'impose dans diverses épreuves se déroulant dans le Cundinamarca. En octobre, elle est sélectionnée pour la manche de coupe du monde, disputée au vélodrome Alcides Nieto Patiño de Cali, où elle prend part à la course scratch. En novembre, elle participe aux XIX Juegos Deportivos Nacionales. Même si, elle ne fait pas mieux qu'une quatrième place en poursuite par équipes sur la piste, elle obtient une médaille de bronze dans le contre-la-montre individuel. Par contre pas de cinquième podium consécutif au Tour de Colombie, où elle échoue à la sixième place.
Au printemps 2013, Adriana Tovar profite de ses prédispositions pour le contre-la-montre pour monter une nouvelle fois sur les podiums de cette spécialité, à l'occasion des championnats de Cundinamarca puis des championnats de Colombie. Championne départementale, elle termine à vingt-deux secondes du titre national et de Serika Gulumá, trois semaines plus tard. Après maintes tergiversations, la fédération colombienne de cyclisme décide finalement d'envoyer une délégation aux Championnats panaméricains. Contente d'être de nouveau sélectionnée en équipe nationale, elle veut améliorer ses résultats de 2011 et rêve de podium. La difficulté du tracé de la course en ligne lui donne confiance. Dans l'épreuve du contre-la-montre, Adriana Tovar réalise le quatrième temps, mais non informée continue son effort. Elle est disqualifiée pour ne pas s'être rendue dans la zone d'arrivée et émarger le registre officiel. Dans la course en ligne, Tovar lance les hostilités à la fin du premier tour de circuit mais ne peut empêcher une arrivée groupée où elle termine légèrement distancée à la treizième place. Par ailleurs tout au long de l'année, elle remporte de nombreuses courses dans son département d'adoption mais ne peut faire mieux qu'une neuvième place dans le Tour de Colombie.
L'année 2014 voit Adriana Tovar disputer des épreuves importantes dans de nombreux pays même si les résultats ne sont pas au rendez-vous. Elle se trouve en janvier en Argentine pour le Tour de San Luis, en mars à Santiago pour les Jeux sud-américains, en avril à Carthagène pour les championnats nationaux ou bien en septembre, en Italie pour le Tour de Toscane féminin-Mémorial Michela Fanini. Elle conserve toutefois ses titres de la Clásica Ciclística Ciudad de Facatativá et de championne départementale du contre-la-montre (avec en sus celui de la course en ligne). Elle fait l'impasse sur le Tour de Colombie 2014 (épreuve la plus importante du calendrier national) dans le seul but de préparer le Tour de San Luis féminin, qu'elle dispute en janvier 2015. En juin, elle s'impose dans la première étape de la V Vuelta a Cundinamarca Femenina, ce qui lui permet de remporter le classement général, où son équipe "Formesán-Bogotá Humana" réussit le triplé.
À la veille de son trente-troisième anniversaire, Adriana Tovar remporte son premier titre de championne de Colombie, en s'imposant en solitaire sur le circuit exigeant des championnats 2016. Ayant minutieusement préparé les XX Juegos Deportivos Nacionales du mois de novembre précédent, sans résultats probants, la médaille de bronze du contre-la-montre qu'elle obtient deux jours plus tôt lui donne la tranquillité et la confiance pour conclure dans la course en ligne. Ainsi, elle résume les clés de son succès : « Résister, résister (et) attendre, attendre le bon moment pour attaquer ». Grâce à sa victoire, Adriana Tovar est pré-sélectionnée par sa fédération pour disputer les épreuves olympiques à Rio.
Par ailleurs, les cycles Giant l'ont choisie comme ambassadrice de la marque. Adriana Tovar bénéficie du soutien et de la ligne féminine de matériel de l'entreprise taïwanaise.
Au départ des Tour de Colombie 2022 et 2023, Adriana Tovar est donnée comme la directrice sportive, respectivement, des formations bogotanaises Bogota IDRD et CER Granito-Licibog. En janvier 2024, l'effectif de l'équipe féminine Clarus-Merquimia-Strongman est présentée comme être sous la direction de Tovar.

## Palmarès sur route

### Par années
- 2008
  - Tour du Guatemala
  - 3e étape du Tour du Guatemala
  - 2e du Tour du Costa Rica
  - 2e du Tour de Colombie
- 2009
  - 3e du Tour de Colombie
- 2010
  - Clásica de Anapoima
  - 2e du Tour de Colombie
- 2011
  - 3e étape du Tour de Colombie
  - 2e du Tour de Colombie
- 2015
  - Vuelta a Cundinamarca
  - 3e de la Vuelta al Tolima
- 2019
  - Vuelta al Tolima
  - 2e de la Vuelta a Cundinamarca

### Classements mondiaux
| Année                                 | 2011 | 2012 | 2013 | 2014 | 2015 | 2016 | 2017 |
| ------------------------------------- | ---- | ---- | ---- | ---- | ---- | ---- | ---- |
| Classement UCI                        | 391e | nc   | nc   | nc   | nc   | 310e | 599e |
|                                       |      |      |      |      |      |      |      |
| Légende : nc = non classéSource : UCI |      |      |      |      |      |      |      |

### Résultats sur les championnats

#### Jeux panaméricains
- Guadalajara 2011
  - Huitième du contre-la-montre (en)
  - 19e de la course en ligne (en)

#### Championnats panaméricains
- Medellín 2011
  - Sixième du contre-la-montre[54]
  - 19e de la course en ligne[55]
- Zacatecas 2013
  - 13e de la course en ligne[40]
  - Disqualifiée lors du contre-la-montre[56]

#### Jeux sud-américains
- Santiago 2014
  - Septième du contre-la-montre[57]
  - 20e de la course en ligne

#### Championnats de Colombie
| - 2006 - 12e du contre-la-montre - 17e de la course en ligne - 2007 - 11e du contre-la-montre - 12e de la course en ligne - 2008 - Cinquième du contre-la-montre des XVIII Juegos Deportivos Nacionales - 10e de la course en ligne des XVIII Juegos Deportivos Nacionales - 2009 - Sixième du contre-la-montre - Septième de la course en ligne - 2010 - Médaillée d'argent du contre-la-montre - 20e de la course en ligne - 2011 - Septième du contre-la-montre - 13e de la course en ligne - 2012 - Médaillée de bronze du contre-la-montre des XIX Juegos Deportivos Nacionales - Huitième de la course en ligne des XIX Juegos Deportivos Nacionales - 2013 - Médaillée d'argent du contre-la-montre - Neuvième de la course en ligne | - 2014 - Sixième du contre-la-montre - Abandon lors de la course en ligne - 2015 - Cinquième du contre-la-montre des XX Juegos Deportivos Nacionales - 10e de la course en ligne des XX Juegos Deportivos Nacionales - 2016 - Championne de Colombie sur route - Médaillée de bronze du contre-la-montre - 2017 - Médaillée d'argent du contre-la-montre - 22e lors de la course en ligne - 2018 - Quatrième du contre-la-montre - 14e de la course en ligne - 2019 - Sixième du contre-la-montre - 13e de la course en ligne |

## Palmarès sur piste

### Championnats panaméricains
- Medellín 2011
  -  Médaillée de bronze de la poursuite par équipes.
  - Cinquième de la poursuite individuelle[19].

### Championnats de Colombie
- Medellín 2010
  -  Médaillée d'argent de la course aux points[74].
  -  Médaillée de bronze de la poursuite par équipes (avec Viviana Velásquez et Marcela Alfonso)[75].
- Bogota 2011
  -  Médaillée d'or de la poursuite par équipes (avec Viviana Velásquez et Marcela Alfonso)[76].
  -  Médaillée de bronze de la course aux points[77].